# 訟師秘本
訟師秘本是指中國明清兩朝訟師私家撰述的官司「必勝手冊」。
明清以來，訟師的職務有世襲化的趨勢，因此訟師有必要將畢生參訟之心得與經驗透過文字傳統給下一代。訟師秘本教導訟師如何在诉状以極夸张的語言，通常是四句珠语，達到“耸听”而捏造的假象。對訟師而言，案例發生的事實並不重要，重要的是如何高度概括起诉案由，夸大“细故”纠纷的严重性。達到司法必勝的效果。讼师秘本《两便刀》提出：“凡兴讼务宜量力而行，不可安置异说枉法前。民一时告状容易，他日受刑难当。如果冤不伸，乡都莫分曲直，毕竟要鸣府县，须待高明作为有理词状。凡作状词之人，甚不可苟。商一时润笔之资，飘空望砌，妄隐生灵，致两家荡业结仇，大小惊惶……。”讼师代人作状词时“不可混浊不洁，不可繁枝粗叶，不可妄控招非，不可中间断节，不可错用字眼，不可收后无结，不可失律主意，不可言无紧切，不可收罗襍砌，不可妄控扯拽。”
訟師秘本一再被官方查禁，因其對封建体制易引起強力的壓迫，讼师的行为容易破坏族众与邻里间的关系。为了中饱私囊，讼师在当事人之间从中作梗，使诸多词讼未能及时审结。不少官员看来，讼师与积案之间有直接联系, “因思积案所以不结者，讼棍之把持，串唆为之也。”。王有孚在《一得偶谈》記載:“讼师教唆词讼，例禁綦严，恶其拨弄乡愚，恐吓良善也。若夫安分良民，或为豪强欺压，或为仇盗扳累，大则身家几陷，小则名节攸关，捶胸饮恨，抱屈莫伸。”。但訟師秘本禁之不絕，反而更细密化。讼师秘本中绝大部分内容都是状词范例，著名的訟師秘本有《萧曹遗笔》、《惊天雷》、《透胆寒》、《折狱明珠》、《两便刀》。有專家指出《萧曹遗笔》是刑名幕友应该研读之书。